# Hasičský dům
Hasičský dům (též Dům U hasičů) je funkcionalistický víceúčelový palác stojící na adrese Římská 2135/45 a Blanická 13, 120 00 na Vinohradech, Praha 2. Byla vybudována jako sídlo České zemské hasičské jednoty v Praze, ale také jako obchodní či kancelářský prostor. Původní podzemní kinosál byl později přeměněn na divadlo, posléze fungující pod názvem Divadlo U Hasičů. 

## Dějiny budovy

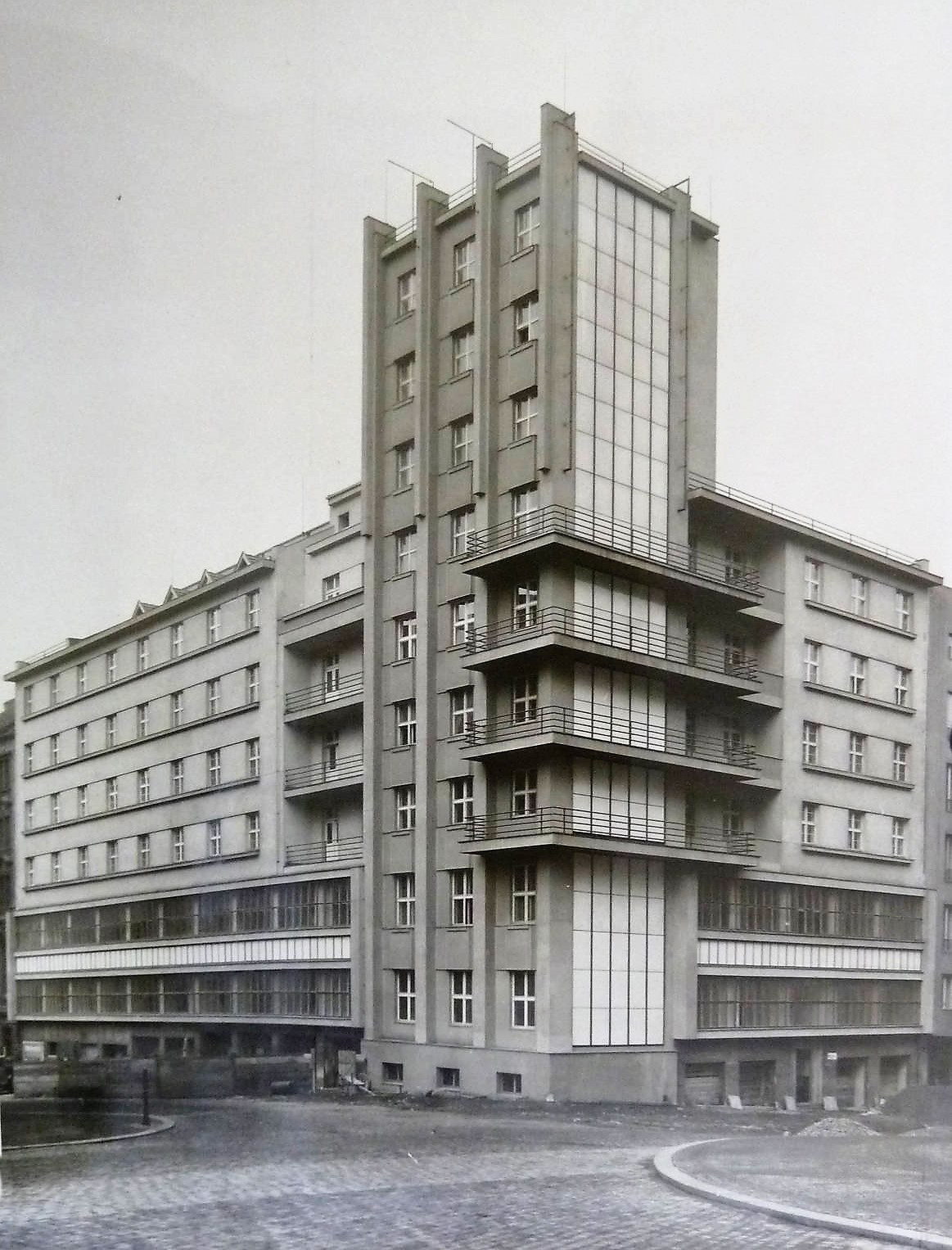
Dům U hasičů (Malá opereta), fotografie byla pořízena kolem roku 1929.

Budova byla vystavěna na pozemcích někdejší Seidlovy usedlosti v letech 1926–1929 jakožto sídlo České zemské hasičské jednoty v Praze, která byla jejím zadavatelem. Za návrhem stáli v Praze sídlící architekti Tomáš Pražák (1890–1947) a Pavel Moravec (1891–1979), stavební práce provedla firma Aloise Krofty (1888–1958). Stavba měla být původně dokončena roku 1928, k oslavám výročí 10 let od vzniku ČSR, nakonec však byla zkolaudována až 24. června 1929. V době dokončení se jednalo o jednu z nejvyšších obytných staveb v Praze, dům byl pak dobovým tiskem označován za první mrakodrap v Praze.
V podzemní části vznikl divadelní sál, kde nejprve působilo Varieté bio, v letech 1930–1936 zde pak působilo pražské divadlo Malá opereta. Od října 1945 až do roku 1995 zde působilo Divadlo S+H.

## Architektura stavby
Jedná se o rozsáhlý funkcionalistický palác na nároží ulic Římská a Blanická, nedaleko náměstí Míru. V jejím přímém okolí se nacházejí Dům Zemědělské osvěty (arch. J. Gočár) a Budova Tabákové režie (arch. A. Dryák). V jeho spodní části byly projektovány obchodní prostory, ve vyšších patrech pak kanceláře a byty. Centrální věž o devíti podlažích má pak symbolizovat hasičskou zvonici.